# Томас Кречман
Томас Кречман (Thomas Kretschmann) е германски актьор, известен основно с ролята на кап. Вилм Хозенфелд във филма на Роман Полански „Пианистът“ (2002). Роден е в Десау в ГДР (дн. Германия) и се занимава с плуване преди да се заеме с актьорската професия.

## Частична филмография
- „Сталинград“ (1993)
- „Кралица Марго“ (1994)
- „Синдром на Стендал“ (1996)
- „Пълна реалност“ (1997)
- „Подводница „U-571““ (2000)
- „Блейд 2“ (2002)
- „Пианистът“ (2002)
- „Подводницата“ (2004)
- „Крахът на Третия райх“ (2004)
- „Заразно зло: Апокалипсис“ (2004)
- „Франкенщайн“ (2004)
- „Глава в облаците“ (2004)
- „Кинг Конг“ (2005)
- „Селестинското пророчество“ (2006)
- „Next“ (2007)
- „Айхман“ (2007)
- „Неуловим“ (2008)
- „Транссибирски“ (2008)
- „Операция Валкирия“ (2008)
- „Младата Виктория“ (2009)
- „Колите 2“ (2011)
- „Хотелът на ужасите 3“ (2011)
- „Сталинград“ (2013)
- „Отмъстителите: Ерата на Ултрон“ (2015)
- „Хитмен: Агент 47“ (2015)
- „Агент и 1/2“ (2015)